# Liga Provincial de Fútbol de Lima 1952
La Primera División Provincial de Lima de 1952, fue la edición n°18, integrado por los mejores equipos de la capital. En ella, se unió los equipos ascendidos de la Segunda División Provincial. Sin embargo, no hubo ascenso a la Segunda División Profesional.

## Historia
La edición dieciocho de la Liga de Lima, se llevó a cabo en el año 1952. En ella, participó los equipos de la temporada de 1951. Adcionalmente, se une los equipos Unión América y Alianza Limoncillo, ambos ascendidos de la Segunda División Provincial. Pierden la categoría los dos equipos que terminan últimos del torneo.
Unión América logra su primer título de la primera división provincial. Juventud White Star y Sportivo Palermo, ambos descienden a la Segunda División Provincial de la próxima temporada.
La Federación Peruana de Fútbol decretó que no se produzcan descensos ni ascensos entre la Segunda División profesional y entre las ligas provinciales de Lima y del Callao. El objetivo fue hacer las reformas para separar el fútbol profesional del amateur entre los años 1951 al 1953.

## Equipos participantes
- Unión América -Campeón de la Liga
- Ciclista Alianza Miraflores
- Juventud Soledad
- Estudiantes San Roberto
- Defensor Lima
- Miguel Grau
- Deportivo Olivos
- Alianza Limoncillo
- Unión Lloque Yupanqui
- Pedro Icochea
- Combinado Rímac
- Juventud Perú
- Juventud White Star - pierde la categoría
- Sportivo Palermo - pierde la categoría

## Nota
A partir del año 1954, los campeones de la Primera División Provincial del Callao, no ascendía directamente a la Segunda División profesional. Si no a través, de la Liguilla de Ascenso a Segunda División.